# Casi un sueño
Casi un sueño es una película en blanco y negro de Argentina dirigida por Tito Davison sobre su propio guion escrito en colaboración con Ramón Gómez Macía y Enrique Amorim que se estrenó el 21 de abril de 1943 y que tuvo como protagonistas a María Duval, Ricardo Passano, Miguel Gómez Bao y María Santos.

## Sinopsis
El romance entre un compositor joven y una muchacha que sueña con la felicidad.

## Reparto
- María Duval
- Ricardo Passano
- Miguel Gómez Bao
- María Santos
- Rafael Frontaura
- Tito Gómez
- Elvira Cortez
- Pepito Petray
- Elvira Quiroga
- Paloma Cortez
- Chela Cordero
- Marga Landova

## Comentarios
La crónica de La Nación dijo que el filme es una blanca historia de amor, una comedia blanca, lo cual no quiere decir nada y Roland opinó:

”Otro cuento de hadas…El relato…se mantiene aún al margen de una lógica esencial…comedia blanca, ingenua, convencional.”